# AlunaGeorge
AlunaGeorge ist eine britische Band, bestehend aus der Sängerin Aluna Francis und dem Musiker George Reid.

## Biografie
Francis und Reid waren in anderen Bands aktiv gewesen, bevor sie sich als Duo zusammenschlossen. Mit ihrer eigenständigen Popmusik mit R&B- und 2-Step-Elementen machten sie sich schnell einen Namen und veröffentlichten 2011 ihre erste Single. Ihren ersten Charterfolg hatten sie im Oktober 2012 mit Your Drums, Your Love. Im Januar 2013 wurden sie von einer BBC-Jury auf Platz 2 des Sound of 2013 gesetzt, das ihnen den Durchbruch für das folgende Jahr prognostizierte. Das Debütalbum Body Music erschien am 26. Juli 2013.
Seit 2020 ist das Duo auf unbestimmte Zeit pausiert und konzentriert sich auf Soloprojekte.

## Diskografie

### Alben
- 2013: Body Music
- 2016: I Remember

### Remix-Alben
- 2014: Body Music Remixed

### EPs
- 2012: You Know You Like It
- 2018: Champagne Eyes

### Singles

#### Als Solokünstler
- 2011: Analyser / We Are Chosen
- 2012: You Know You Like It
- 2012: Just a Touch
- 2012: Your Drums, Your Love
- 2013: Attracting Flies
- 2013: Best Be Believing (UK: Silber)
- 2014: You Know You Like It (DJ Snake & AlunaGeorge)
- 2014: Supernatural
- 2015: Automatic (AlunaGeorge & Zhu)
- 2016: I’m in Control (feat. Popcaan)
- 2016: I Remember
- 2016: My Blood (feat. Zhu)
- 2016: Mean What I Mean (feat. Leikeli47 & Dreezy)
- 2016: Mediator
- 2017: Not Above Love
- 2017: Last Kiss
- 2017: Turn Up The Love
- 2018: Superior Emotion (feat. Cautious Clay)
- 2019: Baggage (mit Gryffin & Gorgon City)
- 2020: Nice Things (mit Far East Movement & Henry)
- 2020: Before U (mit Sonny Fodera & King Henry)
- 2020: Body Pump (mit Aluna)

#### Gastbeiträge
- 2012: After Light (Rustie feat. AlunaGeorge)
- 2013: White Noise (Disclosure feat. AlunaGeorge)
- 2014: One Touch (Baauer feat. AlunaGeorge & Rae Sremmurd)
- 2015: To Ü (Jack Ü feat. AlunaGeorge, US: Gold)
- 2017: Fake Magic (Peking Duk feat. AlunaGeorge)
- 2018: Man Down (Shakka feat. AlunaGeorge)

## Auszeichnungen
| Jahr | Auszeichnung               | Kategorie                                   | Für                  | Resultat  |
| ---- | -------------------------- | ------------------------------------------- | -------------------- | --------- |
| 2013 | BRIT Awards                | Critics’ Choice                             | AlunaGeorge          | Nominiert |
| 2013 | BBC                        | Sound of 2013                               | AlunaGeorge          | Zweiter   |
| 2013 | MOBO Awards                | Bestes Video in Verbindung mit SBTV         | Attracting Flies     | Nominiert |
| 2013 | MOBO Awards                | Bester Song in Verbindung mit PRS for Music | White Noise          | Nominiert |
| 2013 | Popjustice £20 Music Prize | Beste britische Pop-Single                  | White Noise          | Nominiert |
| 2013 | UK Festival Awards         | Sommer Song des Jahres                      | White Noise          | Nominiert |
| 2014 | BRIT Awards                | Song des Jahres                             | White Noise          | Nominiert |
| 2014 | World Music Awards         | Bester Song der Welt                        | White Noise          | Nominiert |
| 2015 | NME Awards                 | Bester Song                                 | White Noise          | Gewonnen  |
| 2016 | Billboard Music Awards     | Top Dance/Electronic Song                   | You Know You Like It | Nominiert |